# Parallell ATA

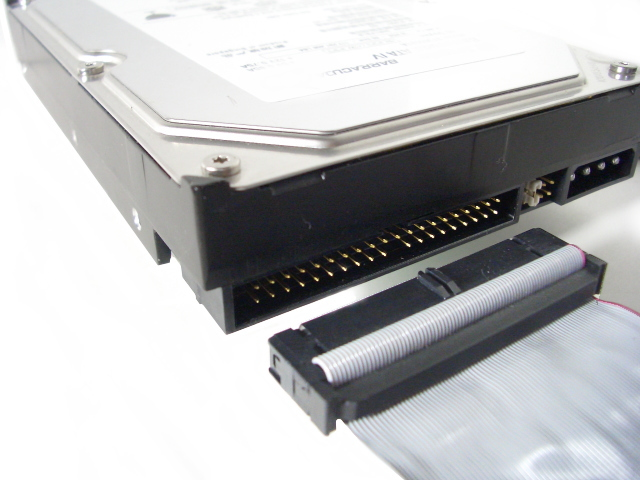
En P-ATA-ansluten hårddisk

Parallell ATA eller P-ATA är en ANSI-standard för anslutning av lagringsminnen till datorer. ATA bytte 2003 namn till Parallell-ATA för att särskilja den från Seriell ATA.
P-ATA introducerades av IBM i samband med lanseringen av deras formfaktor ”AT” för PC-datorer.
P-ATA användes företrädesvis internt i vanliga konsumentdatorer men förekom även i mindre professionella system. P-ATA är även känt under äldre namn som IDE (Integrated Drive Electronics). Ultra DMA (UDMA) och ATAPI (AT Attachment Packet Interface) är speciella protokoll som användes i samband med ATA-bussen.
Under tidigt 1990-tal kom de första IDE-enheterna ut i form av framförallt 3,5"-hårddiskar och CD-ROM-spelare. Den första bussen klarade endast av enheter upp till 512 MB. Den uppgraderades under 1994 till att klara flera gigabyte och kallades därefter för EIDE (Enhanced Drive Electronics Interface). Därefter har bussen uppgraderats ett flertal gånger till att i datorer från omkring mitten av 2000-talets första decennium klara upp till 750 GB. Kontakterna var oförändrade från det att de första enheterna kom runt 1991 tills att IDE/EIDE efterträddes av SATA år 2004.

## Vanliga P-ATA enheter
- CD-läsare och -brännare
- DVD-läsare och -brännare
- Hårddiskar
- RAID-system, där flera diskar skapar redundans.

## Kontakter  (finns även 44-pin-kontakter i laptop)
| Stift | Funktion    | Stift | Funktion                     |
| ----- | ----------- | ----- | ---------------------------- |
| 1     | Reset       | 2     | Jord                         |
| 3     | Data 7      | 4     | Data 8                       |
| 5     | Data 6      | 6     | Data 9                       |
| 7     | Data 5      | 8     | Data 10                      |
| 9     | Data 4      | 10    | Data 11                      |
| 11    | Data 3      | 12    | Data 12                      |
| 13    | Data 2      | 14    | Data 13                      |
| 15    | Data 1      | 16    | Data 14                      |
| 17    | Data 0      | 18    | Data 15                      |
| 19    | Jord        | 20    | VCC_in                       |
| 21    | DDRQ        | 22    | Jord                         |
| 23    | I/O Skriv   | 24    | Jord                         |
| 25    | I/O Läs     | 26    | Jord                         |
| 27    | IOC HRDY    | 28    | Kabelval (eng. Cable Select) |
| 29    | DDACK       | 30    | Jord                         |
| 31    | IRQ         | 32    | Inte ansluten                |
| 33    | Addr 1      | 34    | GPIO_DMA66_Detect            |
| 35    | Addr 0      | 36    | Addr 2                       |
| 37    | Chip Val 1P | 38    | Chip Val 3P                  |
| 39    | Aktivitet   | 40    | Jord                         |